# 圓規座BU
圓規座BU，又名CP-55 6150，HD 129557、SAO 241971、HR 5488，是圓規座的一颗恒星，视星等为6.1，位于銀經318.57，銀緯3.78，其B1900.0坐标为赤經14h 37m 58.2s，赤緯-55° 3.78′ 38″。